# Melodifestivalen 2019
Melodifestivalen 2019 – 58. edycja festiwalu, będącego szwedzkimi eliminacjami do 64. Konkursu Piosenki Eurowizji. Półfinały odbyły się kolejno: 2, 9, 16 i 23 lutego, koncert drugiej szansy – 2 marca, a finał – 9 marca. Podczas rund półfinałowych o wynikach decydowali telewidzowie za pomocą głosowania telefonicznego, natomiast reprezentanta wybrali wraz z międzynarodową komisją jurorską.
Selekcje wygrał John Lundvik z utworem „Too Late for Love”, zdobywając w sumie 181 punktów w finale eliminacji.

## Format
Dwudziestu ośmiu uczestników będzie podzielonych na cztery siedmioosobowe półfinały. Z każdego półfinału dwójka najlepszych uczestników otrzyma automatyczny awans do finału, a laureaci trzeciego oraz czwartego miejsca półfinałów zakwalifikowani będą do etapu drugiej szansy, z którego kolejna czwórka awansuje do wielkiego finału.
Podczas rund półfinałowych o wynikach zdecydują telewidzowie za pomocą głosowania telefonicznego, natomiast reprezentanta wybiorą wraz z międzynarodową komisją jurorską.
Producentem wykonawczym konkursu jest Anette Helenius.

### Harmonogram
Podobnie jak w poprzednich latach, w 2019 każdy etap konkursu odbędzie się w innym szwedzkim mieście. Finał zostanie zorganizowany w Friends Arena w Solnie na północ od centrum Sztokholmu.
| Data      | Miasto    | Miejsce                   | Etap                         |
| --------- | --------- | ------------------------- | ---------------------------- |
| 2 lutego  | Göteborg  | Scandinavium              | Półfinał 1                   |
| 9 lutego  | Malmö     | Malmö Arena               | Półfinał 2                   |
| 16 lutego | Leksand   | Tegera Arena              | Półfinał 3                   |
| 23 lutego | Lidköping | Sparbanken Arena          | Półfinał 4                   |
| 2 marca   | Nyköping  | Nyköpings Arenor Rosvalla | Druga szansa (Andra chansen) |
| 9 marca   | Sztokholm | Friends Arena             | Finał                        |

## Półfinały

### Półfinał 1
Pierwszy półfinał odbył się 2 lutego 2019 w hali Scandinavium w Göteborgu.
| L.p. | Wykonawca                   | Piosenka             | Autor(zy)                                                          | Widzowie      | Widzowie | Miejsce | Rezultat     |
| L.p. | Wykonawca                   | Piosenka             | Autor(zy)                                                          | Liczba głosów | Punkty   | Miejsce | Rezultat     |
| ---- | --------------------------- | -------------------- | ------------------------------------------------------------------ | ------------- | -------- | ------- | ------------ |
| 1    | Nano                        | „Chasing Rivers”     | Lise Cabble, Linnea Deb, Joy Deb, Thomas G:son                     | 1,096,662     | 54       | 4       | Druga szansa |
| 2    | High15                      | „No Drama”           | Joy Deb, Linnea Deb, Kate Tizzard                                  | 814,839       | 19       | 6       | Odpadły      |
| 3    | Wiktoria                    | „Not with Me”        | Joy Deb, Linnea Deb, Wiktoria Johansson                            | 1,431,954     | 90       | 1       | Finał        |
| 4    | Zeana feat. Anis Don Demina | „Mina bränder”       | Thomas G:son, Jimmy Jansson, Anis Don Demina, Pa Moudou Badjie     | 980,354       | 38       | 5       | Odpadli      |
| 5    | Arja Saijonmaa              | „Mina fyra årstider” | Göran Sparrdal, Arja Saijonmaa                                     | 507,727       | 15       | 7       | Odpadła      |
| 6    | Mohombi                     | „Hello”              | Alexandru Florin Cotoi, Thomas G:son, Mohombi Moupondo, Linnea Deb | 1,218,685     | 68       | 2       | Finał        |
| 7    | Anna Bergendahl             | „Ashes to Ashes”     | Thomas G:son, Bobby Ljunggren, Erik Bernholm, Anna Bergendahl      | 1,108,102     | 60       | 3       | Druga szansa |

Legenda:
     Uczestnicy, którzy awansowali do finału
     Uczestnicy, którzy trafili do drugiej szansy

### Półfinał 2
Drugi półfinał odbył się 9 lutego 2019 w Malmö Arena w Malmö.
| L.p. | Wykonawca           | Piosenka         | Autor(zy)                                                                             | Widzowie      | Widzowie | Miejsce | Rezultat     |
| L.p. | Wykonawca           | Piosenka         | Autor(zy)                                                                             | Liczba głosów | Punkty   | Miejsce | Rezultat     |
| ---- | ------------------- | ---------------- | ------------------------------------------------------------------------------------- | ------------- | -------- | ------- | ------------ |
| 1    | Andreas Johnson     | „Army of Us”     | Andreas Johnson, Jimmy Jansson, Sara Ryan, Andreas „Stone” Johansson, Sebastian Thott | 973,171       | 52       | 4       | Druga szansa |
| 2    | Malou Prytz         | „I Do Me”        | Isa Tengblad, Elvira Anderfjärd, Fanny Arnesson, Adéle Cechal                         | 1,233,974     | 76       | 2       | Finał        |
| 3    | Oscar Enestad       | „I Love It”      | Emanuel Abrahamsson, Parker James, Oscar Enestad                                      | 739,501       | 15       | 7       | Odpadł       |
| 4    | Jan Malmsjö         | „Leva livet”     | Anderz Wrethov, Elin Wrethov, Johan Bejerholm                                         | 630,359       | 15       | 6       | Odpadł       |
| 5    | Vlad Reiser         | „Nakna i regnet” | Lukas Nathansson, John Hårleman, Vladislav Meletjenkov, Chris Enberg                  | 991,531       | 52       | 3       | Druga szansa |
| 6    | Hanna Ferm i Liamoo | „Hold You”       | Jimmy Jansson, Fredrik Sonefors, Hanna Ferm, Liam Pablito Cacatian Thomassen          | 1,531,720     | 94       | 1       | Finał        |
| 7    | Margaret            | „Tempo”          | Anderz Wrethov, Jimmy Jansson, Laurell Barker, Sebastian von Koenigsegg               | 892,945       | 40       | 5       | Odpadła      |

Legenda:
     Uczestnicy, którzy awansowali do finału
     Uczestnicy, którzy trafili do drugiej szansy

### Półfinał 3
Trzeci półfinał odbył się 16 lutego 2019 w Tegera Arena w Leksandzie.
| L.p. | Wykonawca             | Piosenka            | Autor(zy)                                                                  | Widzowie      | Widzowie | Miejsce | Rezultat     |
| L.p. | Wykonawca             | Piosenka            | Autor(zy)                                                                  | Liczba głosów | Punkty   | Miejsce | Rezultat     |
| ---- | --------------------- | ------------------- | -------------------------------------------------------------------------- | ------------- | -------- | ------- | ------------ |
| 1    | The Lovers of Valdaro | „Somebody Wants”    | Peter Boström, Thomas G:son                                                | 637,917       | 13       | 7       | Odpadli      |
| 2    | Dolly Style           | „Habibi”            | Jimmy Jansson, Palle Hammarlund, Robert Norberg                            | 819,062       | 40       | 5       | Odpadły      |
| 3    | Martin Stenmarck      | „Låt skiten brinna” | Uno Svenningsson, Tim Larsson, Tobias Lundgren                             | 862,017       | 46       | 4       | Druga szansa |
| 4    | Lina Hedlund          | „Victorious”        | Melanie Wehbe, Richard Edwards, Dino Medanhodzic, Johanna Jansson          | 1,051,399     | 76       | 2       | Finał        |
| 5    | Omar Rudberg          | „Om om och om igen” | Omar Rudberg, Johan Lindbrandt, Robin Stjernberg, Jens Hult                | 722,215       | 19       | 6       | Odpadł       |
| 6    | Rebecka Karlsson      | „Who I Am”          | Rebecka Karlsson, Anderz Wrethov, Henric Pierroff                          | 1,059,419     | 70       | 3       | Druga szansa |
| 7    | Jon Henrik Fjällgren  | „Norrsken”          | Fredrik Kempe, David Kreuger, Niklas Carson Mattsson, Jon Henrik Fjällgren | 1,112,548     | 80       | 1       | Finał        |

Legenda:
     Uczestnicy, którzy awansowali do finału
     Uczestnicy, którzy trafili do drugiej szansy

### Półfinał 4
Czwarty półfinał odbył się 23 lutego 2019 w Sparbanken Arena w Lidköpingu.
| L.p. | Wykonawca          | Piosenka              | Autor(zy)                                                                   | Widzowie      | Widzowie | Miejsce | Rezultat     |
| L.p. | Wykonawca          | Piosenka              | Autor(zy)                                                                   | Liczba głosów | Punkty   | Miejsce | Rezultat     |
| ---- | ------------------ | --------------------- | --------------------------------------------------------------------------- | ------------- | -------- | ------- | ------------ |
| 1    | Pagan Fury         | „Stormbringer”        | Tobias Gustavsson, Fredrik Thomander, Anders Wikström, Mia Stegmar          | 579,502       | 18       | 7       | Odpadli      |
| 2    | Anton Hagman       | „Känner dig”          | Gusten Dahlqvist, Oliver Forsmark, Anton Hagman, Jakob Hjulström            | 601,113       | 21       | 6       | Odpadł       |
| 3    | Lisa Ajax          | „Torn”                | Lisa Ajax, Isa Molin                                                        | 1,166,263     | 56       | 3       | Druga szansa |
| 4    | Arvingarna         | „I Do”                | Nanne Grönvall, Mikael Karlsson, Casper Jarnebrink, Thomas „Plec” Johansson | 895,957       | 54       | 4       | Druga szansa |
| 5    | Bishara            | „On My Own”           | Markus Sepehrmanesh, Benjamin Ingrosso, Robert Habolin                      | 1,497,326     | 84       | 2       | Finał        |
| 6    | Ann-Louise Hansson | „Kärleken finns kvar” | David Lindgren Zacharias, Josefin Glenmark-Breman, Olof „Ollie” Olsen       | 583,995       | 25       | 5       | Odpadła      |
| 7    | John Lundvik       | „Too Late for Love”   | John Lundvik, Anderz Wrethov, Andreas „Stone” Johansson                     | 1,465,231     | 86       | 1       | Finał        |

Legenda:
     Uczestnicy, którzy awansowali do finału
     Uczestnicy, którzy trafili do drugiej szansy

## Druga szansa
Koncert drugiej szansy odbył się 2 marca 2019 w Nyköpings Arenor Rosvalla w Nyköping.
| Duet | L.p.             | Artysta             | Piosenka  | Widzowie      | Widzowie | Rezultat |
| Duet | L.p.             | Artysta             | Piosenka  | Liczba głosów | Punkty   | Rezultat |
| ---- | ---------------- | ------------------- | --------- | ------------- | -------- | -------- |
| I    |                  |                     |           |               |          |          |
| 1    | Andreas Johnson  | „Army of Us”        | 693,105   | 0             | Odpadł   |          |
| 2    | Anna Bergendahl  | „Ashes to Ashes”    | 1,174,531 | 8             | Finał    |          |
| II   |                  |                     |           |               |          |          |
| 1    | Vlad Reiser      | „Nakna i regnet”    | 713,742   | 1             | Odpadł   |          |
| 2    | Nano             | „Chasing Rivers”    | 1,147,998 | 7             | Finał    |          |
| III  |                  |                     |           |               |          |          |
| 1    | Martin Stenmarck | „Låt skiten brinna” | 671,850   | 1             | Odpadł   |          |
| 2    | Lisa Ajax        | „Torn”              | 1,116,086 | 7             | Finał    |          |
| IV   |                  |                     |           |               |          |          |
| 1    | Rebecka Karlsson | „Who I Am”          | 793,704   | 2             | Odpadła  |          |
| 2    | Arvingarna       | „I Do”              | 933,069   | 6             | Finał    |          |

Legenda:
     Uczestnicy, którzy awansowali do finału

## Finał
Finał odbył się 9 marca 2019 w Friends Arena w Solnie w Sztokholmie.
| L.p. | Artysta              | Piosenka            | Jurorzy | Widzowie      | Widzowie | Razem | Miejsce |
| L.p. | Artysta              | Piosenka            | Jurorzy | Liczba głosów | Punkty   | Razem | Miejsce |
| ---- | -------------------- | ------------------- | ------- | ------------- | -------- | ----- | ------- |
| 1    | Jon Henrik Fjällgren | „Norrsken”          | 19      | 1,398,299     | 55       | 74    | 4       |
| 2    | Lisa Ajax            | „Torn”              | 39      | 1,164,997     | 23       | 62    | 9       |
| 3    | Mohombi              | „Hello”             | 32      | 1,349,171     | 42       | 74    | 5       |
| 4    | Lina Hedlund         | „Victorious”        | 32      | 883,187       | 8        | 40    | 11      |
| 5    | Bishara              | „On My Own”         | 38      | 1,719,337     | 69       | 107   | 2       |
| 6    | Anna Bergendahl      | „Ashes to Ashes”    | 20      | 1,143,408     | 36       | 56    | 10      |
| 7    | Nano                 | „Chasing Rivers”    | 54      | 951,266       | 10       | 64    | 8       |
| 8    | Hanna Ferm i Liamoo  | „Hold You”          | 48      | 1,592,988     | 59       | 107   | 3       |
| 9    | Malou Prytz          | „I Do Me”           | 23      | 1,010,600     | 12       | 35    | 12      |
| 10   | John Lundvik         | „Too Late for Love” | 96      | 2,211,811     | 85       | 181   | 1       |
| 11   | Wiktoria             | „Not with Me”       | 36      | 1,173,276     | 28       | 64    | 6       |
| 12   | Arvingarna           | „I Do”              | 27      | 1,159,367     | 37       | 64    | 7       |

| Głosy jurorów | Głosy jurorów         | Głosy jurorów | Głosy jurorów | Głosy jurorów | Głosy jurorów | Głosy jurorów | Głosy jurorów | Głosy jurorów   | Głosy jurorów | Głosy jurorów |
| L.p. | Piosenka              | Portugalia    | Austria       | Australia     | Cypr          | Francja       | Finlandia     | Wielka Brytania | Izrael        | Suma          |
| --- | --------------------- | ------------- | ------------- | ------------- | ------------- | ------------- | ------------- | --------------- | ------------- | ------------- |
| 1 | „Norrsken (Goeksegh)” | 1             |               | 8             | 1             | 1             |               | 8               |               | 19            |
| 2 | „Torn”                | 6             | 10            | 2             | 3             | 5             | 6             | 1               | 6             | 39            |
| 3 | „Hello”               | 5             | 2             | 7             | 7             | 2             |               | 4               | 5             | 32            |
| 4 | „Victorious”          | 3             | 8             |               | 4             |               | 4             | 3               | 10            | 32            |
| 5 | „On My Own”           | 7             | 1             | 3             | 6             | 10            | 10            |                 | 1             | 38            |
| 6 | „Ashes to Ashes”      |               |               |               | 2             |               | 5             | 6               | 7             | 20            |
| 7 | „Chasing Rivers”      | 10            | 4             | 10            | 8             | 7             | 2             | 5               | 8             | 54            |
| 8 | „Hold You”            | 8             | 6             | 6             | 5             | 6             | 7             | 7               | 3             | 48            |
| 9 | „I Do Me”             | 4             | 5             | 5             |               | 4             | 1             | 2               | 2             | 23            |
| 10 | „Too Late for Love”   | 12            | 12            | 12            | 12            | 12            | 12            | 12              | 12            | 96            |
| 11 | „Not with Me”         | 2             | 3             | 1             | 10            | 8             | 8             |                 | 4             | 36            |
| 12 | „I Do”                |               | 7             | 4             |               | 3             | 3             | 10              |               | 27            |
| Członkowie międzynarodowej komisji jurorskiej |                       |               |               |               |               |               |               |                 |               |               |
| - – Carla Bugalho - – Marvin Dietmann - – Paul Clarke - – Evi Papamichael - – Bruno Berberes - – Krista Siegfrids - – Simon Proctor - – Dana International |                       |               |               |               |               |               |               |                 |               |               |

Legenda:
     Zdobywca pierwszego miejsca
     Zdobywca drugiego miejsca
     Zdobywca trzeciego miejsca